# Opération de Delorme

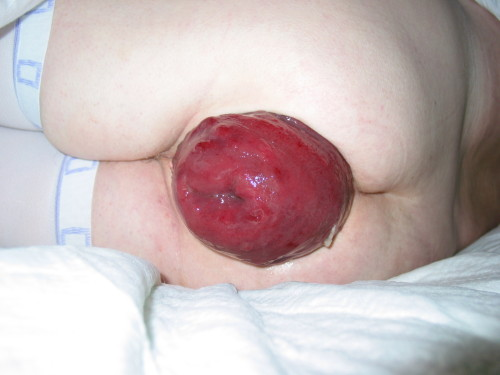
Volumineux prolapsus du rectum: muqueuse rouge éversée (cliché du Dr K.-H. Günther, Klinikum Main Spessart, Lohr a. Main).

L'opération de Delorme (ou opération de Rehn-Delorme) est une intervention chirurgicale mise au point par Edmond Delorme en 1900, et proposée dans la cure du prolapsus rectal, sous anesthésie générale ou locorégionale.
Cette recto-plastie transanale périnéale comporte trois temps :
1. La mucosectomie[3] : dissection circonférentielle de la muqueuse éversée jusqu'au sommet du prolapsus ;
2. La plicature en accordéon de la musculeuse (sous-jacente à la muqueuse) dans le canal anal et section du manchon muqueux ;
3. La suture finale muco-muqueuse termino-terminale.

## Notes et références

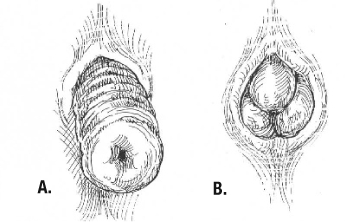
A. Prolapsus rectal - B. Prolapsus muqueux ou anal.